# Listă de filme de Paști
Aceasta este o listă de filme care în întregime sau într-o proporție majoritară prezintă întâmplări legate de sărbătoarea Paștilor.

## Animație
- Alvin and the Chipmunks: The Easter Chipmunk: un special TV din 1995
- Baby Looney Tunes: Eggs-traordinary Adventure (2003)
- Dora the Explorer: Dora's Easter Adventure (2012)
- Dora the Explorer: Egg Hunt (2003)
- Easter Yeggs: un scurtmetraj Looney Tunes cu Bugs Bunny, lansat la 28 iunie 1947
- The Easter Bunny Is Comin' to Town: un special TV din 1977 Rankin/Bass stop motion
- The First Easter Rabbit: un special TV  din 1976 Rankin/Bass  de animație
- Here Comes Peter Cottontail: un special TV din 1971 Rankin/Bass stop motion
- Here Comes Peter Cottontail: The Movie: un film din 2005 de animație pe calculator. un sequel al specialului TV din 1971
- Hop: un film din 2011 cu actori și de animație, de comedie, regizat de Tim Hill; cu tematică de Paști
- It's the Easter Beagle, Charlie Brown: un special TV de animație din 1974
- Mickey Mouse Clubhouse: Mickey's Great Clubhouse Hunt (2007)
- Mickey Mouse Clubhouse: Mickey's Springtime Surprise (2010)
- PAW Patrol: Pups Save the Easter Egg Hunt (2014)
- Rise of the Guardians (Cinci eroi de legendă): un film  din 2012  de animație pe calcualtor, 3D, produs de DreamWorks Animation, regizat de  Peter Ramsey
- Sid the Science Kid: Rock N Roll Easter a 2012 film
- Springtime for Pluto: scurtmetraj animat  Disney din 1944
- Springtime with Roo: un film de animație din 2004 partea a francizei Winne The Pooh
- Team Umizoomi: Umi Egg Hunt (2011)
- The Smurfs Springtime Special: un special TV de animație din 1982
- Tiny Toon Adventures: Spring Break un film din 1994
- Yogi the Easter Bear: un special TV de animație din 1994 regizat de Robert Alvarez

## Comedie
- Hank and Mike, un film din  2008 regizat de Matthiew Klinck
- Mallrats, un film de comedie din  1995 regizat de Kevin Smith
- Pieces of Easter, un film din 2013 regizat de Jefferson Moore

## Drama
- Rebel Without a Cause, un film din 1955 regizat de Nicholas Ray
- Risen (Misterul înălțării), un film din 2016 regizat de Kevin Reynolds

## Familie
- Baby Huey's Great Easter Adventure, un film live-action direct-pe-video din 1998 regizat de Stephen Furst
- The Dog Who Saved Easter, un film din 2014 regizat de Sean Olson
- An Easter Bunny Puppy, un film din 2013 regizat de David DeCoteau (ca Mary Crawford)

## Horror
- Atrocious, un film spaniol din 2010  regizat de Fernando Barreda Luna
- Beaster Day: Here Comes Peter Cottonhell, un film din 2014 regizat de Snygg Brothers
- The Being, un film din 1983  regizat de Jackie Kong
- Bless the Child, un film din 2000  regizat de Chuck Russell
- Critters 2: The Main Course, un film din 1988  regizat de  Mick Garris
- Dead Snow, un film din 2009  regizat de Tommy Wirkola
- Easter Bunny, Kill! Kill!, un film din 2006 scris și regizat de Chad Ferrin
- Easter Casket, un film din 2013 scris și regizat de Dustin Mills
- Little Witches, un film din 1996 regizat de Jane Simpson
- The Night Before Easter, un film din 2014 scris și regizat de Joseph Henson și Nathan Johnson
- Resurrection, un film din 1999 regizat de Russell Mulcahy
- Serial Rabbit, a 2005 film directed by Brett William Mauser
- Spacemen, Go-go Girls and the Great Easter Hunt, un scurtmetraj din 2006  regizat de Brett Kelly

## Musical
- Easter Parade, un film din 1948 regizat de Charles Walters

## Religioase
- Ben-Hur (un film din 1959)
- The Day Christ Died (un film din 1980)
- Golgotha (un film din 1935)
- The Greatest Story Ever Told (un film din 1965)
- I.N.R.I. (un film din 1923)
- Jesus Christ Superstar (un film din 1973)
- The King of Kings (un film din 1927)
- King of Kings (un film din 1961)
- The Last Temptation of Christ (un film din 1988)
- The Passion of the Christ (un film din 2004)
- The Robe (un film din 1953)
- The Ten Commandments (un film din 1956)
- Son of God (un film din 2014 film)

## Legături externe
- Top 10 filme de Pasti pentru intreaga familie, A1, 2012

Format:Paști